# Karl von Gerber

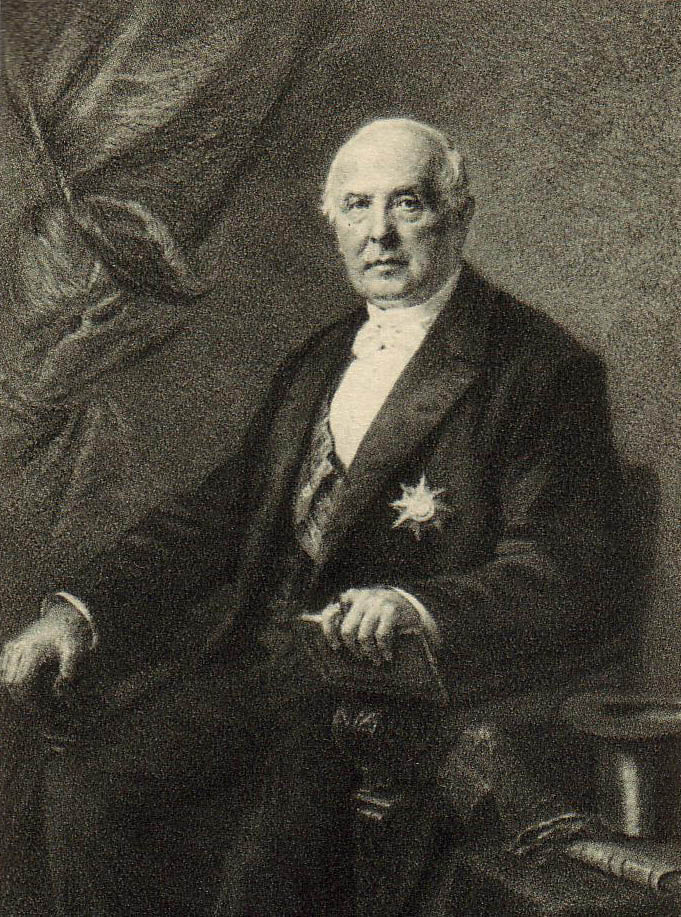
Karl von Gerber

Karl Friedrich Wilhelm Gerber, från 1859 von Gerber, född 11 april 1823 i Ebeleben, Schwarzburg-Sondershausen, död 23 december 1891 i Dresden, Sachsen, var en tysk jurist och politiker.
Gerber blev 1846 extra ordinarie professor i Jena, 1847 professor i tysk rätt i Erlangen samt 1851 professor och kansler vid universitetet i Tübingen, 1862 professor i Jena och 1863 i Leipzig. År 1867 var han ledamot av Nordtyska förbundets konstituerande riksdag. Han övertog 1871 ledningen av det sachsiska kultusministeriet, som han behöll till sin död, och var därjämte från mars 1891 ministerpresident. 
Bland Gerbers skrifter märks främst de båda grundläggande arbetena Das wissenschaftliche Princip des gemeinen deutschen Privatrechts (1846) och System des deutschen Privatrechts (två band, 1848-1849; 17:e upplagan, utgiven av Konrad Cosack, 1895), vidare Zur Charakteristik der deutschen Rechtswissenschaft (1851), Grundzüge eines Systems des deutschen Staatsrechts (1865; tredje upplagan 1880) och Gesammelte juristische Abhandlungen (1872). Tillsammans med Rudolf von Jhering  påbörjade han 1856 utgivandet av "Jahrbücher für die Dogmatik des heutigen römischen und deutschen Privatrechts".